# D. Reidel
D. Reidel est une maison d'édition néerlandaise basée à Dordrecht. Elle a été absorbée par Kluwer dans le courant des années 1990.